# Ski alpin aux Jeux olympiques de 1992
Pour des articles plus généraux, voir Ski alpin aux Jeux olympiques et Jeux olympiques d'hiver de 1992.
Navigation
Calgary 1988 Lillehammer 1994
Les épreuves de ski alpin des Jeux olympiques d'hiver de 1992 à Albertville se sont disputées du 9 au 22 février 1992.

## Déroulement
Pour la dernière fois, les Jeux olympiques d'hiver ont lieu la même année que les Jeux olympiques d'été.
Les Jeux olympiques d'Albertville consacrent Petra Kronberger, double championne olympique en combiné et en slalom, et Alberto Tomba, médaille d'or en géant et médaillé d'argent en slalom, et confirment des talents révélés en 1991 à Saalbach (Kjetil André Aamodt et Pernilla Wiberg).
Les épreuves hommes de Descente, Super Géant, Géant et Combiné ont lieu à Val d'Isère du 9 au 18 février.
L'épreuve homme de slalom a lieu aux Ménuires le 22 février.
Les épreuves femmes de Descente, Super Géant, Géant, Slalom et combiné ont lieu à Méribel du 12 au 18 février.
Franck Piccard, en manque de résultat et en plein doute, ressuscite sur la face de Bellevarde : le Français termine second de la descente à seulement 5 centièmes de Patrick Ortlieb.
Günther Mader complète le podium alors que les favoris Markus Wasmeier, vainqueur de 2 des 3 entraînements, et Franz Heinzer se classent quatrième et sixième. Luc Alphand, le français, termine douzième.
L'hécatombe des favoris dans le combiné Hommes permet à l'équipe d'Italie de signer un inattendu doublé :
- Marc Girardelli et Günther Mader abandonnent dans la descente,
- Paul Accola se loupe en slalom et Hubert Strolz chute à 4 portes de l'arrivée,
- Josef Polig devance Gianfranco Martin et le Suisse Steve Locher,
- Jean-Luc Crétier est quatrième à seulement à 0,81 point du podium.

Petra Kronberger remporte facilement le combiné.
Vainqueur de la descente et troisième du slalom, l'Autrichienne gagne son premier titre olympique devant sa compatriote et tenante du titre Anita Wachter et la Française Florence Masnada.
Le résultat de la descente Femmes est une nouvelle surprise avec la victoire de la Canadienne Kerrin Lee-Gartner devant l'Américaine Hilary Lindh (à 0 s 06) et l'Autrichienne Veronika Wallinger (à 0 s 09) : aucune de ces 3 skieuses n'avait remporté d'épreuve en coupe du monde.
Les favorites Katja Seizinger et Petra Kronberger échouent au pied du podium à seulement 0 s 12 et 0 s 18 de Kerrin Lee-Gartner.
Kjetil André Aamodt survole le super-G et relègue ses dauphins Marc Girardelli à 0 s 73 et Jan Einar Thorsen à 0 s 79. Ole Kristian Furuseth, quatrième, complète la mainmise norvégienne.
Kjetil André Aamodt, vice-champion du monde de super-G en 1991, puis victime d'une mononucléose en novembre, gagne le premier titre de sa carrière, alors que Marc Girardelli obtient sa première médaille aux Jeux olympiques.
Paul Accola termine à une modeste dixième place et Franck Piccard abandonne après seulement 12 secondes de course.
Le super-G Femmes et le géant Hommes se disputent le même jour et l'équipe d'Italie réalise le doublé avec Deborah Compagnoni et Alberto Tomba.
En super-G, Deborah Compagnoni bat Carole Merle de 0 s 41, Katja Seizinger de 0 s 97 et Petra Kronberger, quatrième, de 0 s 98.
Alberto Tomba remporte un géant d'anthologie et devient le premier skieur alpin à conserver son titre olympique : l'Italien gagne les 2 manches et devance Marc Girardelli de 0 s 32, Kjetil André Aamodt de 0 s 84 et Paul Accola, quatrième, de 1 s 04.
Pernilla Wiberg, championne du monde en titre de géant, remporte le titre olympique du géant devant Diann Roffe, championne du monde de géant en 1985, et Anita Wachter, deuxièmes ex æquo, à 0 s 97.
Un jour après son succès en super-G, Deborah Compagnoni chute et se déchire les ligaments du genou : son cri de douleur est terrible.
Carole Merle termine à une décevante sixième place.
Petra Kronberger gagne le slalom et une deuxième médaille d'or : l'Autrichienne est la reine des Jeux olympiques d'Albertville.
La Néo-Zélandaise Annelise Coberger et l'Espagnole Blanca Fernández Ochoa, sœur de Paquito, complètent le podium.
Le slalom Hommes clôture superbement les Jeux olympiques 1992.
Le Norvégien Finn Christian Jagge l'emporte, grâce à une superbe première manche, où il relègue la concurrence à plus d'une seconde.
Alberto Tomba, sixième de la première manche, survole la seconde manche et échoue à 0 s 28 de Finn Christian Jagge. Le maestro italien rate de peu un nouveau doublé géant-slalom.
Michael Tritscher obtient la médaille de bronze, alors que Paul Accola, sixième, subit un nouvel échec.
Ces Jeux olympiques sont catastrophique pour l'équipe de Suisse, qui ne ramène d'Albertville qu'une pâle médaille de bronze (Steve Locher en combiné), alors que ses leaders (Paul Accola, Franz Heinzer et Vreni Schneider notamment) se mettent pourtant en évidence en Coupe du monde.
L'Autriche et l'Italie remportent chacune 3 titres olympiques et la Norvège confirme, avec 4 médailles (2 or et 2 argent), sa montée en puissance, 2 ans avant les Jeux olympiques de Lillehammer.
Le bilan de l'équipe de France (2 médailles d'argent et 1 médaille de bronze) est correct mais sans éclat, hormis la descente de Franck Piccard.

## Palmarès

### Hommes
| Épreuves | Or                   | Argent            | Bronze              |
| Descente | Patrick Ortlieb      | Franck Piccard    | Günther Mader       |
| Super-G  | Kjetil André Aamodt  | Marc Girardelli   | Jan Einar Thorsen   |
| Géant    | Alberto Tomba        | Marc Girardelli   | Kjetil André Aamodt |
| Slalom   | Finn Christian Jagge | Alberto Tomba     | Michael Tritscher   |
| Combiné  | Josef Polig          | Gianfranco Martin | Steve Locher        |

### Femmes
| Épreuves | Or                 | Argent                    | Bronze                 |
| Descente | Kerrin Lee-Gartner | Hilary Lindh              | Veronika Wallinger     |
| Super-G  | Deborah Compagnoni | Carole Merle              | Katja Seizinger        |
| Géant    | Pernilla Wiberg    | Anita Wachter Diann Roffe |                        |
| Slalom   | Petra Kronberger   | Annelise Coberger         | Blanca Fernández Ochoa |
| Combiné  | Petra Kronberger   | Anita Wachter             | Florence Masnada       |

## Tableau des médailles
| Rang | Nations                  | Or | Argent | Bronze | Total |
| 1    | Autriche                 | 3  | 2      | 3      | 8     |
| 2    | Italie                   | 3  | 2      | 0      | 5     |
| 3    | Norvège                  | 2  | 0      | 2      | 4     |
| 4    | Suède Canada             | 1  | 0      | 0      | 1     |
| 6    | France                   | 0  | 2      | 1      | 3     |
| 7    | Luxembourg États-Unis    | 0  | 2      | 0      | 2     |
| 9    | Nouvelle-Zélande         | 0  | 1      | 0      | 1     |
| 10   | Suisse Allemagne Espagne | 0  | 0      | 1      | 1     |